# Burnett Plaza
Der Burnett Plaza, seltener auch First United Tower, ist ein Wolkenkratzer in Fort Worth, Texas.

## Geschichte und Architektur
Das Gebäude zählt 40 Stockwerke und ist mit 173 Metern (567 ft) das höchste Gebäude der Stadt und das höchste Gebäude in Texas außerhalb von Houston, Dallas und Austin. Mit dem Bau des Burnett Plaza wurde 1981 begonnen. Nach zwei Jahren Bauzeit wurde es im Jahre 1983 fertiggestellt. Auf dem Grundstück an der 801 Cherry Street stand ursprünglich das Medical Arts Building, fertiggestellt im Jahr 1927. Das Gebäude im Beaux-Arts Stil wurde am 1. Juli 1973 gesprengt und war mit 85,3 Metern das höchste Gebäude, das je in Fort Worth abgerissen wurde.
Der Plaza wurde von den Architektenbüros Preston M. Geren & Associates, Sikes, Jennings & Kelly entworfen. Die Innenarchitektur wurde von Halbach-Dietz Architects übernommen. Das Markenzeichen des im typischen Stil des Postmodernismus der frühen 80er Jahre entworfenen Gebäudes sind einige Fahrstuhlschächte, die, leicht eingerückt, die Fensterreihen des Westfassade unterbrechen und sich alle in ihrer Höhe und der Anzahl der anfahrenden Stockwerke unterscheiden. Durch dieses Design finden sich auch leichte Einflüsse aus dem Brutalismus in dem Gebäude. Das Grundstück nimmt einen kompletten Straßenblock ein, während sich das ausschließlich für Bürozwecke genutzte Gebäude im Westen befindet. Der Rest des Plaza wird vom Burnett Park, einer gepflasterten Anlage mit üppiger Bepflanzung, eingenommen, auf der sich außerdem die 50 ft (15 Meter) hohe Aluminiumskulptur Man With a Briefcase vom US-amerikanischen Künstler Jonathan Borofsky befindet.
Der Burnett Plaza dient als Hauptsitz der Burnett Oil Company. Zu den weiteren Mietern gehören die Worth National Bank, das Ölunternehmen Burlington Ressources und die Anwaltskanzlei Thompson & Knight. Im März 1991 zog das Unternehmen Haynes and Boone aus dem Komplex aus, der bis dahin ebenfalls als Hauptsitz diente. Zurzeit gehört der Burnett Plaza dem Immobilienbüro TIER REIT, Inc.